# Edward Cowper
Edward Shickle Cowper (1790 – Londra, 17 ottobre 1852) è stato un ingegnere e inventore britannico.

## Biografia
Cowper iniziò a collaborare come tipografo con suo cognato, Augustus Applegath, intorno al 1813, quando morì il loro datore di lavoro William Cornish. La proposta di stampare banconote per la Banca d'Inghilterra fallì. La loro attività di stampa in Duke Street e Stamford Street, a Londra venne poi acquisita da William Clowes e si concentrarono sulla produzione di macchine. La macchina da stampa prodotta della loro società, o, secondo William Savage nel suo Dictionary of the Art of Printing, da Applegath da solo, venne impiegata dal Times per migliorare le proprie macchine da stampa.
Per molti anni Edward era stato in società con suo fratello Ebenezer e le macchine dei sigg. E. & E. Cowper vennero utilizzate in tutta Europa. Ebenezer (1804–1880) portò avanti la parte pratica dell'attività.
Verso la fine della sua vita Edward Cowper divenne professore di arte manifatturiera e meccanica al King's College di Londra. Morì a Kensington, un quartiere di Londra, il 17 ottobre 1852.

## Innovazioni
Cowper è stato il perfezionatore della macchina da stampa a vapore, progettata da William Nicholson e realizzata da Friedrich Koenig.
Nel 1816, quando si descrisse come fabbro e meccanico di Newington Butts, Cowper ottenne un brevetto (n. 3974) per "un metodo di stampa della carta per arazzi e altri scopi", con lastre stereotipate curve fissate su cilindri per la stampa capaci di stampare lunghi rotoli di carta. Nel 1818, definendosi come uno stampatore, brevettò (n. 4194) alcuni miglioramenti nella stampa, che consistevano in un metodo per una migliore distribuzione dell'inchiostro e in un modo migliorato di trasportare i fogli da un cilindro all'altro. Questa era l'origine della "macchina perfezionatrice" che stampava contemporaneamente su entrambi i lati della carta. Cowper non inventò la composizione morbida per distribuire l'inchiostro, che sostituì le vecchie palline di pelle nelle presse a mano, ma ideò il sistema per formarlo in rulli.
Nel 1827 Applegath e Cowper inventarono congiuntamente la macchina a quattro cilindri, che Applegath costruì per The Times, sostituendo la macchina di Koenig. La velocità di stampa era di cinquemila fogli all'ora, un grande miglioramento. Edward e Ebenezer Cowper inventarono anche una macchina a cilindro per la stampa di carte.
Funzionamento torri di Cowper
Si presentano come delle torri cilindriche riempite di speciali refrattari con la massima superficie di contatto ai gas in transito, rivestite esternamente di lamiera, alte più di venti metri e larghe più di cinque, chiuse superiormente da una cupola semisferica e chiusi inferiormente da un basamento in calcestruzzo.
Tali apparecchiature permettono di recuperare una parte (circa il 35%) dell'energia termica residua del gas in uscita dall'altoforno (il cosiddetto "gas povero"), con potere calorifico di 900 kcal/kg.
Tale gas è addizionato con aria soffiata da un ventilatore e viene bruciato per riscaldare l'impilaggio di mattoni refrattari all'interno del recuperatore, che nel loro insieme hanno un'elevata area superficiale e quindi un elevato coefficiente di scambio termico.
Ottenuta la temperatura voluta, il ciclo viene invertito e l'impilaggio serve quindi per il riscaldamento dell'aria da insufflare nell'altoforno stesso.
I recuperatori si usano almeno a gruppi di tre, in quanto la fase di riscaldamento dura 60 minuti e la fase di raffreddamento 20 minuti; avvicendando le tre torri si può avere un riscaldamento costante dell'aria.
Thumb image
Rappresentazione d cinque scambiatori Cowper di tipo rigenerativo.